# 南部縱貫
南部縱貫株式會社（日语：／）是一家總部位於青森縣上北郡七戶町的公司。主要業務為受託其他公司業務。
在成立時，公司名稱為南部縱貫鐵道株式會社（日语：／）。在1997年，公司曾經經營鐵路業務，當時營運一條名為南部縱貫鐵道線之鐵路線，在廢除鐵路業務後把公司名稱改變。在1963年起，公司也經營計程車業務，名為「縱貫計程車」，後來計程車業務於2013年出售，變成一間獨立公司「株式會社縱貫計程車」。
鐵路業務在開業當初已經十分艱艱（參見南部縱貫鐵道線），於1966年申請適用「會社更生法」，把公司重整結構，開始進行受託業務，在沿線自治體中進行膳食、搬運、公共設施清潔業務等事業。在鐵路業務廢除後仍然繼而受託事業。

## 歷史

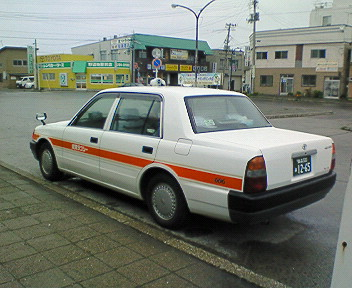
縱貫的士。圖中在野邊地站（2007年9月）

- 1953年（昭和28年）12月23日 - 為了建設鐵路與於沿線進行開發。七戶町、天間林村（日语：天間林村）等上北地域的各個自治體和居住出資成立南部縱貫鐵道株式會社。
- 1962年（昭和37年）10月20日 - 南部縱貫鐵道線啟用。
- 1966年（昭和41年）5月 - 申請「會社更生法」。（在1984年（昭和59年），更生計劃終結）
- 1968年（昭和43年）
  - 5月16日 - 發生十勝沖地震（日语：三陸沖北部地震#1968年（昭和43年）），使南部縱貫鐵道線全線不能通行。
  - 8月5日 - 隨著國鐵東北本線改變走線，借用了廢除區間，野邊地至千曳（名稱改為西千曳）之間開業，全線重開。
- 1984年（昭和59年）2月1日 - 結束貨物業務。
- 1997年（平成9年）5月6日 - 借用中的舊東北本線路基被日本國有鐵道清算事業團（日语：日本国有鉄道清算事業団）要求購買該路段，但是由於無法籌集資金而使鐵路暫停營運[2][3]。
- 2002年（平成14年）8月1日 - 南部縱貫鐵道線廢除。
- 2004年（平成15年） - 南部縱貫鐵道株式會社改名為南部縱貫株式會社。
- 2013年（平成25年） - 出售一般乘用旅客汽車運送事業。

## 注腳
1. ↑  . デーリー東北新聞社.   [2016-01-10]. （原始内容存档于2016-03-05） （日语）.
2. ↑  . 交通新聞 (交通新聞社). 1997-01-22: 3 （日语）.
3. ↑  . 交通新聞 (交通新聞社). 1997-05-09: 3 （日语）.